# Джонні Бакленд
Джонатан Марк Бакленд (англ. Jonny Buckland; нар. 11 вересня 1977) — британський музикант та мультиінструменталіст. Головний гітарист і співзасновник рок-гурту Coldplay.

## Життєпис
Джонатан Марк Бакленд народився 11 вересня 1977 року в Ізлінгтоні, Лондон. Він жив там до чотирьох років, потім його сім'я переїхала у Флінтшир, Уельс. Бакленд почав грати на гітарі у віці одинадцяти років. Його надихнула творчісь The Stone Roses, Ride, Джорджа Харрісона, U2 і My Bloody Valentine. Після школи продовжив навчання в Університетському коледжі Лондона, де вивчав астрономію та математику. Там він зустрівся з майбутніми колегами Крісом Мартіном, Гаєм Берріменом і Віллом Чемпіоном, а також з їхнім майбутнім менеджером Філом Харві і сформував Coldplay.

### Сольна кар'єра
Бакленд взяв участь в записі сольного альбому Іана Маккалоха «Slideling» та зіграв в ролі камео разом з Крісом Мартіном у фільмі «Зомбі на ім'я Шон».

### Особисте життя
Бакленд — шанувальник ФК Тоттенгем Готспур. Він деякий час був вегетаріанцем, але зрештою відмовився від такого способу життя. Брат Бакленда, Тім, і його група The Domino State підтримали Coldplay на O2 в грудні 2008 року.
Джонатан Бакленд одружився з Хлоєю Еванс в 2009 році, у пари є дочка, Violet, яка народилася в травні 2007 року і син, Jonah, 2011 року народження.

## Музичний стиль
Бакленд в основному грає на гітарі Telecaster Thinline 72. Це головним чином видно в альбомах Viva la Vida or Death and All His Friends, X&Y, та Mylo Xyloto. Також іноді він грає на Fender Stratocaster, але визнає, що Telecaster Thinline 72 є його найулюбленішою моделлю. Стиль Бакленда сформувався на основі гітарного стилю гітариста гурту U2 Еджа. У свою чергу гітарний стиль самого Бакленда надихнув багатьох інших виконавців прийняти його техніку. До таких музикантів відносяться Йо Кінг, гітарист гурту The Fray, Dave Keuning з гурту The Killers та Патрік Монахан, учасник рок-гурту Train. Сам Едж під час інтерв'ю в Гластонбері заявив: Джонні Бакленд надихає гітаристів і я пишаюсь тим, що мав вплив на нього. Це змушує мене почуватись справжньою рок-зіркою.